# Hidrografia da Austrália
A Hidrografia da Austrália é o conjunto de rios, lagos e oceanos que existem no país Austrália ou perto dele.
A Austrália é circundada pelo Oceano Índico (sul e oeste), Mar de Arafura, Mar de Timor e Estreito de Torres (norte), Mar da Tasmânia e Mar de Coral(há a Grande Barreira de Coral onde vivem muitas espécies marítimas tipo: Tubarões e Piranhas.).
Os principais rios são Barcoo, Peel, Bell, Swan, Clarence, Murray e Yarra.
- fronteira com a água - 25 760 quilómetros[1]
- Zona contígua - 24 milhas náuticas
- Plataforma continental - 200 milhas náuticas ou até à borda do talude continental
- Zona econômica exclusiva - 200 milhas náuticas
- Mar territorial - 12 milhas náuticas